# Teddy Boys (film)
Pour les articles homonymes, voir Teddy Boy (homonymie).
Pour plus de détails, voir Fiche technique et Distribution.
Teddy Boys (Serious Charge) est un film britannique de Terence Young sorti en 1959.
Le film met surtout en scène Cliff Richard et son groupe : the Shadows, appelés à l'époque « the Drifters ». Il y tient le rôle d'un jeune musicien nommé Curley Thompson. 

## Synopsis
Howard Phillips est le nouveau vicaire de Bellington et lorsque la fille de l'ancien vicaire s'intéresse à lui, ces sentiments ne sont pas réciproques. Après une altercation avec un garçon, Howard est accusé d'avances sexuelles. 

## Fiche technique
- Titre français : Teddy Boys[1]
- Titre original britannique : Serious Charge
- Réalisateur : Terence Young
- Assistant réalisateur : Peter Yates (non crédité)
- Décors : Allan Harris
- Photographie : Georges Périnal
- Montage : Reginald Beck
- Musique : Leighton Lewis
- Paroles : Lionel Bart
- Production : Mickey Delamar
- Société de distribution : Eros Films
- Pays de production :  Royaume-Uni
- Langue originale : anglais
- Format : couleurs
- Dates de sortie :
  - Royaume-Uni : 14 mai 1959 (Londres)
  - Belgique : 1er avril 1960 (Bruxelles)
  - France : 11 mai 1960 (Nord)[1]

## Distribution
- Anthony Quayle : Révérend Howard Phillips
- Sarah Churchill : Hester Peters
- Andrew Ray : Larry Thompson
- Irene Browne : Mme Phillips
- Percy Herbert : M. Thompson
- Noel Howlett : Révérend Peters
- Wensley Pithey : Sergent de police
- Leigh Madison : Mary Williams
- Judith Furse : agent de probation
- Jean Cadell : matronne de l'hospice
- Wilfrid Brambell : Verger
- Olive Sloane : Mme Browning
- George Roderick : marchand de poisson
- Cliff Richard : Curley Thompson
- Liliane Brousse : Michelle
- Wilfred Pickles : président du tribunal (non crédité)
- Philip Lowrie : un membre de la bande à Larry (non crédité)
- Jess Conrad : un Teddy Boy (non crédité)
- Marie Devereux : la fille attirante au café (non crédité)

## Chansons
- No Turning Back — Cliff Richard
- Mad About You — Cliff Richard
- Living Doll — Cliff Richard